# 2012 UP14
2012 UP14 är en asteroid i huvudbältet som upptäcktes den 8 oktober 2012 av Pan-STARRS i Haleakala.
Den tillhör asteroidgruppen Levin.